# Calythea fasciata
Calythea fasciata är en tvåvingeart som beskrevs av Stein 1918. Calythea fasciata ingår i släktet Calythea och familjen blomsterflugor. Inga underarter finns listade i Catalogue of Life.